# Urús
Urús (oder umgangssprachlich sowie bis in die 1930er Jahre auch offiziell Grus) ist eine Gemeinde in der katalanischen Comarca Cerdanya der Provinz Girona. 

## Geschichte
Urús ist bereits im Jahr 839 in einem Schriftstück der Konsekration von La Seu d’Urgell unter dem Namen Oruz überliefert. Der Ort gehörte zu den Ländern der Grafen der Cerdanya und des Klosters Sant Miquel de Cuixà.

## Sehenswürdigkeiten
- Kirche Sant Climent, romanischen Ursprungs und im 17. Jahrhundert umgebaut
- Ermita de Sant Grau, erstmals im 12. Jahrhundert erwähnt
- Park Prat del Cortal d'en Vidal mit Blick über die Cerdanya

## Wirtschaft
Urús ist Sitz des Autorenverlages SetzeVents Editorial.